# Pastor aeternus
Pastor aeternus je pomemben koncilski odlok Rimskokatoliške Cerkve oz. dogmatična konstitucija,  ki jo je izdal Prvi vatikanski koncil 18. julija 1870. Dogmatična konstitucija je koncilski odlok, vendar ni bil izdan v obliki papeške bule.
Z dokumentom je ekumenski koncil leta 1870 opredelil štiri ključne doktrine (verske resnice) rimskokatoliške cerkve:
- apostolsko prvenstvo sv. Petra,
- nadaljevanje petrovega prvenstva v rimskih škofih (papežih),
- pomen in moč papeškega prvenstva
- neizmotljivo učenje papeža (magisterium).